# Carney (Familienname)
Carney ist der Familienname folgender Personen:
- Art Carney (1918–2003), US-amerikanischer Komiker und Schauspieler
- Augustus Carney (1870–1920), US-amerikanischer Schauspieler
- Bill Carney (1925–2017), US-amerikanischer Jazzmusiker
- Charles J. Carney (1913–1987), US-amerikanischer Politiker
- Chris Carney (* 1959), US-amerikanischer Politiker
- Daniel Carney (1944–1987), rhodesischer Schriftsteller
- David Carney (* 1983), australischer Fußballspieler
- Emily Carney, englische Fußballschiedsrichterassistentin
- Emma Carney (* 1971), australische Triathletin
- Francis Patrick Carney (1846–1902), US-amerikanischer Politiker
- Guadalupe Carney (James Francis Carney Hanley; 1924–1983), honduranischer Priester und Theologe
- Harry Carney (1910–1974), US-amerikanischer Jazzmusiker
- James Carney (Linguist) (1914–1989), irischer Linguist
- James Carney (Musiker) (* 1964), US-amerikanischer Jazzmusiker
- James Carney (Radsportler) (* 1968), US-amerikanischer Radsportler
- James Carney (Leichtathlet), US-amerikanischer Marathonläufer
- James Francis Carney (1915–1990), kanadischer Erzbischof
- Jay Carney (* 1965), US-amerikanischer Journalist
- Jeffrey Carney (* 1963), US-amerikanischer Agent
- Jem Carney (1856–1941), britischer Boxer
- John Carney (* 1972), irischer Regisseur
- John C. Carney (* 1956), US-amerikanischer Politiker
- Karen Carney (* 1987), englische Fußballspielerin
- Keith Carney (* 1970), US-amerikanischer Eishockeyspieler
- Len Carney (1915–1996), englischer Fußballspieler
- Lester Carney (* 1934), US-amerikanischer Sprinter
- Mark Carney (* 1965), kanadischer Politiker und Bankmanager
- Michael Carney (* 1982), US-amerikanischer Art Director, Fotograf und Creative Director
- Pat Carney (1935–2023), kanadische Politikerin, Unterhausmitglied, Bundesministerin, Senatorin
- Patrick Carney (Musiker) (Patrick James Carney; * 1980), US-amerikanischer Schlagzeuger und Musikproduzent, Mitglied von The Black Keys
- Patrick Carney (Basketballspieler) (* 1985), US-amerikanisch-irischer Basketballspieler
- Ray Carney (* 1947), US-amerikanischer Filmtheoretiker
- Reeve Carney (* 1983), US-amerikanischer Schauspieler und Singer-Songwriter
- Robert Carney (1895–1990), US-amerikanischer Marineoffizier
- Steve Carney (1957–2013), englischer Fußballspieler
- Thomas Carney (Politiker) (1824–1888), US-amerikanischer Politiker, Gouverneur von Kansas
- Thomas Francis Carney (* 1931), britisch-kanadischer Althistoriker und Kommunikationswissenschaftler
- Thomas P. Carney (1941–2019), US-amerikanischer Offizier, Generalleutnant der US-Army
- Timothy M. Carney (* 1944), US-amerikanischer Berater und Diplomat
- Tom Glynn-Carney (* 1995), britischer Schauspieler
- William Carney (1942–2017), US-amerikanischer Politiker
- Winifred Carney (1887–1943), irische Suffragette, Gewerkschafterin und Aktivistin für die irische Unabhängigkeit